# Факс-арт

Факс-арт-проект «Global-Art-Fusion». Авторы рисунков слева направо: Йозеф Бойс, Энди Уорхол, Кайи Хигасияма

Факс-арт, телекопировальное искусство — форма современного искусства, связанная с использованием для создания произведений факсимильного аппарата. Факс-арт является разновидностью телекоммуникационного и телематического искусства. По мнению искусствоведов Аннмари Чандлер и Нори Ноймарк, «искусство факса стало ещё одним средством преодоления расстояний». 
Первое произведение факс-арта было передано в 1980 году, однако результаты не были представлены публике до 1985 года. Первое использование факса в художественных целях произошла  31 октября 1980 года, когда бразильские художники Паоло Бруски (порт. Bruscky) и Роберто Сандоваль (порт. Roberto Sandoval) организовали передачу между городами Ресифи и Сан-Паулу. Первая демонстрация этой работы состоялась в рамках выставки Arte Novos Meios/Multimeios в фонде Армандо Алвареса Пентеадо (порт. Fundação Armando Alvares Penteado).
12 января 1985 года Йозеф Бойс вместе с Энди Уорхолом и японским художником Кайи Хигасияма принял участие в факс-арт-проекте «Global-Art-Fusion», инициированном художником-концептуалистом Ули Фуксером, в рамках которого по факсу были переданы рисунки всех трёх художников. В течение 32 минут изображение, созданное Бойсом, попало из Дюссельдорфа (Германия) в Нью-Йорк (США), где к нему добавил свой рисунок Уорхолл. Затем он переслал лист в Токио (Япония), чтобы Хигасияма завершил произведение и отправил в Музей современного искусства Дворца Лихтенштейна.
Факс был заявлением о мире во время холодной войны, продолжавшейся в 1980-е годы. Бойс, назвавший свою часть «Философский камень» и изобразил обнажённую мужскую фигуру как символ беззащитности и смирения. Уорхолл использовал в своей части пацифик — международный символ мира. Хигасияма изобразил два цветущих растения и сделал надпись: «Даже у сорняков есть драгоценный дар жизни».
Самое раннее упоминание о факс-арте в научной печати сделала Карен О'Рурк, опубликовавшая статью Notes on 'Fax-Art' в журнале New Observations № 76 (май-июнь 1990).
Вслед за мейл-артом новая форма искусства обратилась к идее преодоления расстояния, разделяющего людей. В то же время, с технологической стороны факс-арт являлся близким подобием ксерокс-арта, так как также создавал копию отсканированного изображения. При коллективном творчестве, когда каждая следующая передача производится с дополнением принятого изображения, факс-арт отрицает первоначальное предназначение факса: получения точной копии. Вместо этого произведение постоянно изменяется и развивается за счёт вклада каждого участника.